# Installation de stockage de déchets dangereux
Pour un article plus général, voir Décharge (déchet).

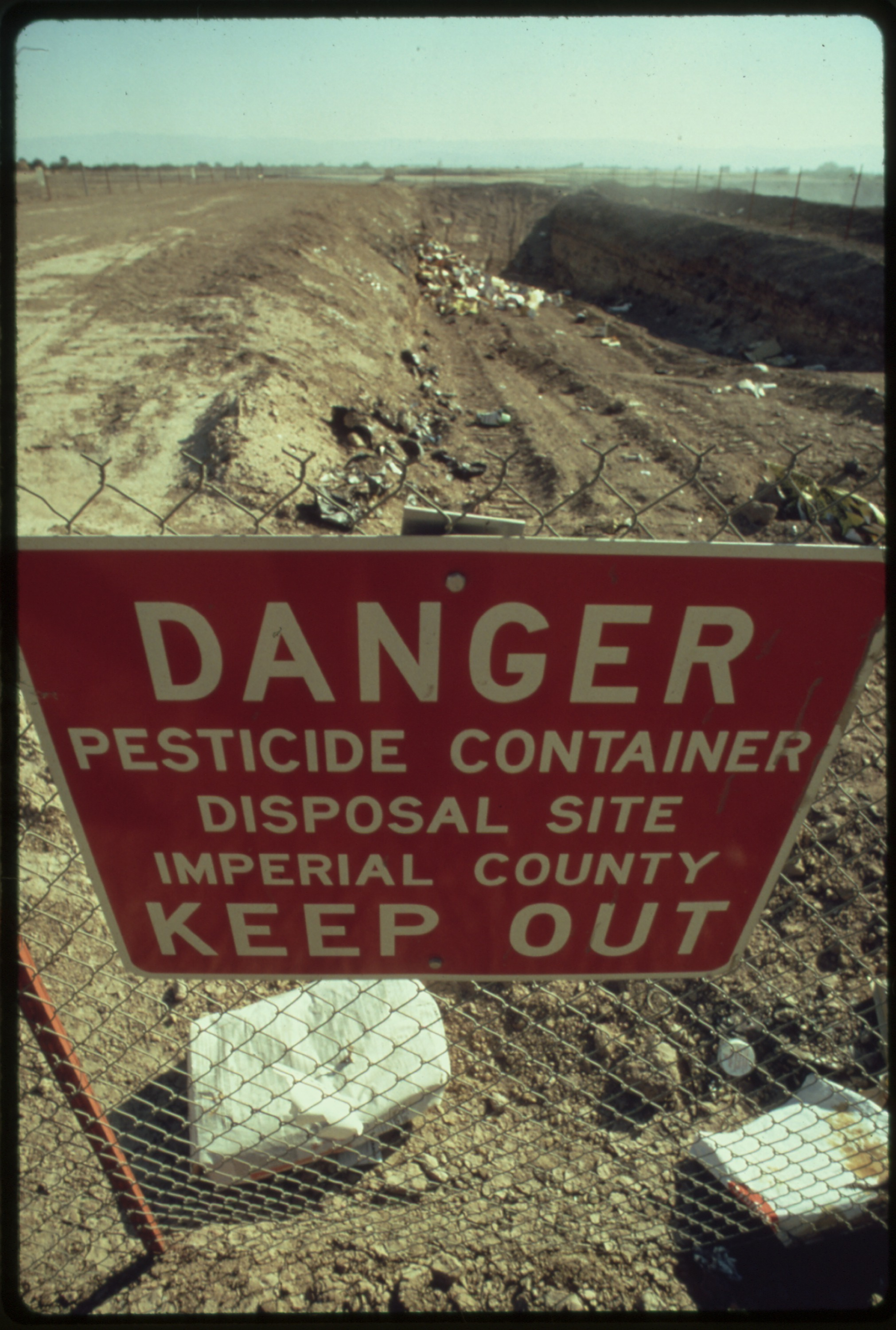
Panneau à l'entrée d'une décharge de déchets dangereux (États-Unis, 1972).

En France, une installation de stockage de déchets dangereux (ISDD) (ex- « décharge de classe 1 ») est une installation classée pour la protection de l'environnement (ICPE) qui réceptionne des déchets dangereux en vue de les éliminer par enfouissement sur site.

## Définition
L'arrêté ministériel du 30 décembre 2002 précise que les installations de stockage de déchets dangereux (ISDD) sont des installations d'élimination de déchets dangereux par dépôt ou enfouissement sur ou dans la terre, y compris un site utilisé pour stocker temporairement des déchets dangereux dans les cas :
- de stockage des déchets avant élimination pour une durée supérieure à un an ;
- de stockage des déchets avant valorisation pour une durée supérieure à trois ans ;
- de stockage de déchets de mercure métallique pour une durée de plus d'un an ;

À l'exclusion :
- des installations où les déchets sont déchargés afin de permettre leur préparation à un transport ultérieur en vue d'une valorisation, d'un traitement ou d'une élimination en un endroit différent ;
- des bassins de décantation ou de lagunage.

## Classement ICPE
Les installations de stockage de déchets dangereux sont concernées par la rubrique no 2760-1 de la nomenclature des installations classées et sont soumises à autorisation préfectorale. Cette autorisation est délivrée sous la forme d'un arrêté préfectoral qui impose à l'exploitant le respect d'un certain nombre de prescriptions techniques permettant de limiter l'impact environnemental de l'installation et qui sont notamment issues de l'arrêté ministériel du 30 décembre 2002.
L'instruction de la demande d'autorisation d'exploiter ainsi que le contrôle du respect des prescriptions imposées est réalisé par l'inspection des installations classées.

## Nombre
En 2011, 16 installations de stockage de déchets dangereux sont recensées en France. En 2012, elles ne sont plus que 13.

## Amiante
Les déchets amiantés doivent être éliminés dans des installations de stockage de déchets dangereux, sauf ceux qui sont liés à des  matériaux  inertes et qui ont conservé leur intégrité (ex :  amiante-ciment, terres  amiantifères, agrégats d’enrobés  contenant  de  l’amiante) qui peuvent être éliminés dans des installations de stockage de déchets non dangereux (ISDND), dans  des  alvéoles  spécifiques uniquement,.

## Ailleurs dans le monde
L'Allemagne enfouit ses déchets chimiques les plus dangereux (en particulier les REFIOM) dans des mines de sel.